# Бодяк Максим Андрійович
Макси́м Андрі́йович Бодя́к (2003—2023) — молодший сержант Збройних сил України. Учасник російсько-української війни.

## Життєпис
Народився 9 квітня 2003 року в селищі Борозенське (Великоолександрівський район; Херсонська область). Його вихованням займалися бабуся, дідусь, і батько.
У 2014 році коли почалася війна на сході України його батько Андрій Бодяк пішов захищати кордони України чоловік загинув у 2015 році.
Закінчив дев'ять класів, потім вступив до ліцею у Львові. Навчався до 2-го курсу в Київському національному університеті імені Бориса Грінченка.
З перших днів повномасштабного вторгнення рф в Україну Максим добровольцем пішов служити в Добровольче формування територіальної громади. Проходив військову підготовку на полігонах в Житомирі і Черкасах.
З 8 вересня 2023 року потрапив на службу ЗСУ.
Після служби в лавах добровольців ДУК потрапив до 140 окремого центру ССО(А0661), де прослужив близько 1 року, але після конфлікту з командиром роти у липні 2023 був переведений до 78 окремого десантно штурмового полку.
Загинув 1 листопада 2023 року в районі Токмака — разом з побратимами потрапив під мінометний обстріл.
Похований 3 листопада 2023 року в рідному селі Борозенське (Херсонська область) поруч з батьком.
Залишилася бабуся.

## Нагороди
- Орден «За мужність» 3-го ступеня.